# Valvotjärnen (Arjeplogs socken, Lappland, 734747-156697)
Valvotjärnen är en sjö i Arjeplogs kommun i Lappland och ingår i Skellefteälvens huvudavrinningsområde. Sjön har en area på 0,0784 kvadratkilometer och ligger 460,6 meter över havet.

## Delavrinningsområde
Valvotjärnen ingår i det delavrinningsområde (734830-156669) som SMHI kallar för Mynnar i Bajeb Jutas. Medelhöjden är 465 meter över havet och ytan är 7,07 kvadratkilometer. Det finns inga avrinningsområden uppströms utan avrinningsområdet är högsta punkten. Vattendraget som avvattnar avrinningsområdet har biflödesordning 3, vilket innebär att vattnet flödar genom totalt 3 vattendrag innan det når havet efter 293 kilometer. Avrinningsområdet består mestadels av skog (59 procent) och sankmarker (39 procent). Avrinningsområdet har 0,2 kvadratkilometer vattenytor vilket ger det en sjöprocent på 2,8 procent.